# گروه مول

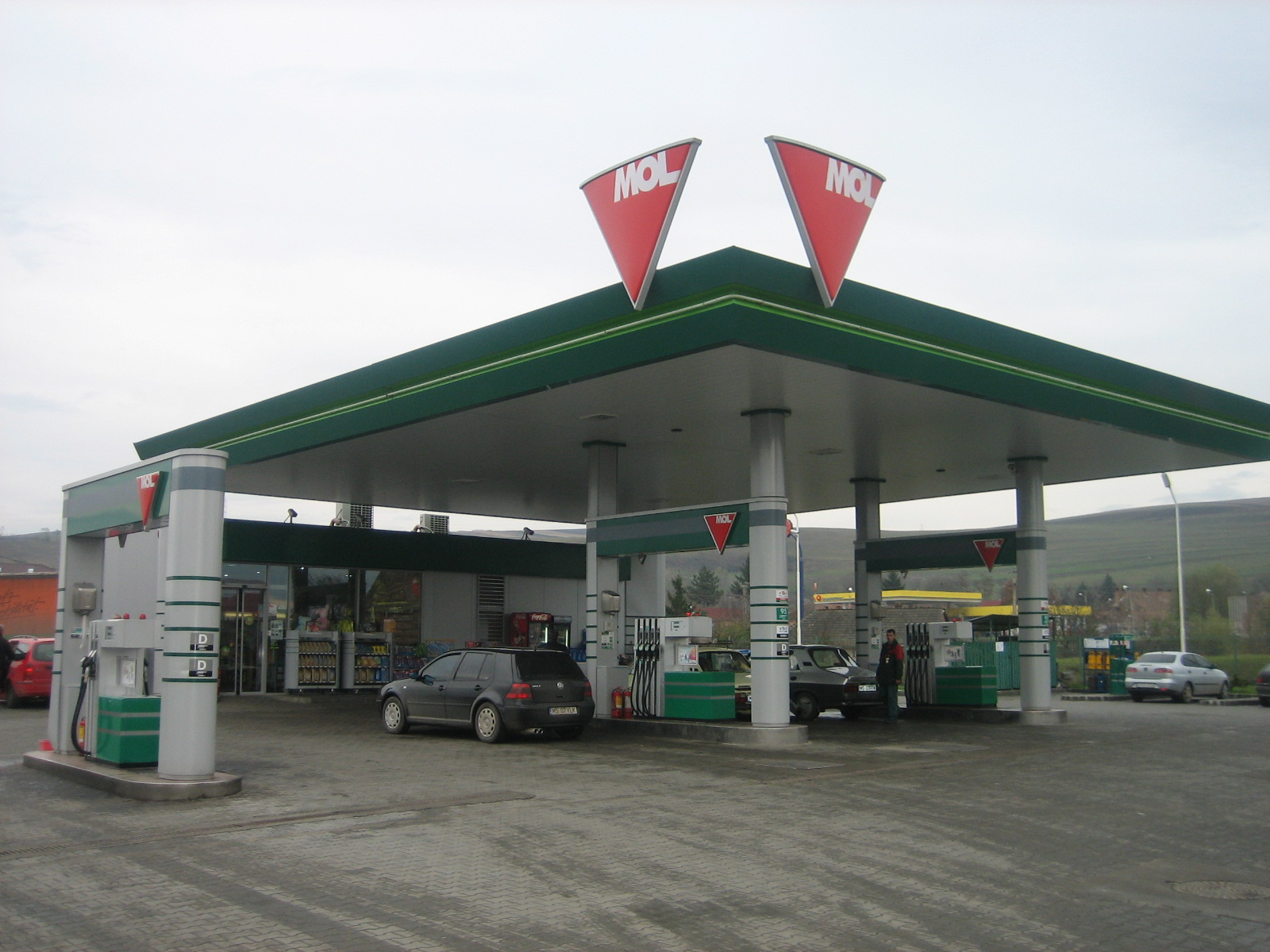
جایگاه پمپ بنزین گروه مول در رومانی

گروه مول (به انگلیسی: MOL Group) شرکت نفت و گاز مجارستانی است، که در زمینه اکتشاف، استخراج، پالایش و بازاریابی نفت خام و گاز طبیعی، همچنین تولید محصولات پتروشیمی فعالیت می‌کند.
شمار کارکنان گروه مول بیش از ۳۱ هزار نفر می‌باشد، همچنین گروه مول دارای ۱٫۶۳۵ جایگاه پمپ بنزین در اروپا، خاورمیانه، آفریقا و کشورهای مستقل همسود است. این شرکت انحصار بازار نفت و گاز را در کشورهای مجارستان و اسلواکی در اختیار دارد. گروه مول دومین شرکت بزرگ در اروپای مرکزی و شرقی می‌باشد.
بخشی از سهام گروه مول در بازار بورس اوراق بهادار بوداپست معامله می‌شود. در تاریخ ۳۰ ژوئن ۲۰۰۸ ارزش بازار این شرکت بیش از ۱۴ میلیارد دلار برآورد شده است. بزرگترین سهامداران گروه مول؛ دولت مجارستان با ۲۴ درصد و شرکت نفت روسی سورگوت‌نفته‌گس با ۲۱ درصد می‌باشند.